# 奧爾泰尼鄉
44°11′N 25°17′E / 44.183°N 25.283°E
奧爾泰尼鄉（羅馬尼亞語：Comuna Olteni, Teleorman），是羅馬尼亞的鄉份，位於該國南部，由特列奧爾曼縣負責管轄，面積38平方公里，海拔高度77米，2007年人口3,339，人口密度每平方公里87人。